# فخر أباد وغلند تاريكي
فخر أباد وغلند تاريكي (بالفارسية: فخرآباد) هي قرية تقع في قسم انجيرآب الريفي في إيران. يقدر عدد سكانها بـ 1,395 نسمة .